# 龍馬エクスプレス
龍馬エクスプレス（りょうまエクスプレス）は岡山県岡山市・倉敷市と高知県高知市を結ぶ高速バス路線である。
全便座席指定制のため、乗車には予約が必要。

## 運行会社
- 両備ホールディングス（両備バス）
  - 両備バスカンパニー岡山営業所が担当（とさでん交通・ジェイアール四国バスの岡山側運行支援も担当）
- 下津井電鉄
  - 本社営業所が担当
- とさでん交通
  - 両備バス・下津井電鉄の高知側運行支援も担当
- ジェイアール四国バス
  - 高知支店が担当

以前は、岡山側事業者（両備・下電）が各2往復の固定運用、高知側事業者（土佐電気鉄道・高知県交通・ジェイアール四国バス）が5往復を交代で担当という体制だったが、2010年6月1日実施のダイヤ改正以降は、高知側事業者の運行担当便が岡山側事業者と同じく固定運用化されて、両備・下電・土佐電鉄・高知県交通各2往復、ジェイアール四国バス1往復の体制となっていた。2014年4月1日実施のダイヤ改正時点は、岡山側事業者が4往復を交代で担当、高知側事業者は土佐電鉄と高知県交通が4往復を交代で担当、ジェイアール四国バスが1往復担当となっていた。2014年10月1日のとさでん交通発足後は、高知側事業者はとさでん交通が4往復、ジェイアール四国バスが1往復担当となっている。

## 停車停留所
<岡山駅西口 - 津高 - 有城南 - 鷲羽山北> - <大豊 - 一宮バスターミナル - 高知駅 -  はりまや橋>
<停留所 - 停留所>でくくられた中での相互の乗降はできない。

## 運行経路
- 岡山市内 - 国道53号 - 岡山IC - 山陽自動車道 - 瀬戸中央自動車道 - 高松自動車道 - 高知自動車道 - 高知IC - 高知県道44号高知北環状線 - 高知県道384号北本町領石線 - 国道32号（上りのみ） - 高知市内

## 運行回数
- 昼行便1日9往復。

## 沿革
- 1992年2月8日 - 両備バス・下津井電鉄・土佐電気鉄道・高知県交通・JR四国の5社共同運行路線として1日5往復（各社が1日1往復担当）で運行開始[1]。停留所は天満屋バスセンター、岡山駅前、有城南、中野団地北口、知寄町（二丁目）、はりまや橋、高知駅で、山陽自動車道岡山IC - 瀬戸中央自動車道 - 高松自動車道- 高知自動車道南国IC経由であった。
- 1993年7月 - 南国停留所を新設。
- 1994年3月1日 - 3往復増便、1日8往復に[2]。
- 1995年11月1日 - 鷲羽山北停留所を新設。
- 1998年11月1日 - 1往復増便、1日9往復に。
- 2001年1月24日 - 高知ICから一宮高知営業所、知寄町一丁目を経由するように変更。それに伴い南国・中野団地北口・知寄町の各停留所を廃止。
- 2004年4月1日 - JR四国のバス部門が分社化してジェイアール四国バスが発足。JR四国運行分は同社へ移管。
- 2006年7月1日 - 津高（シモデン津高駐車場）に停留所を新設。
- 2010年6月1日 - 岡山駅前の乗り場をドレミの街（10番乗り場）から岡山駅西口バスターミナル（26番乗り場）へ移動。
- 2011年10月1日 - 知寄町一丁目停車を廃止。下り便の停車順序が高知駅→はりまや橋に変更。
- 2012年7月20日 - 天満屋バスセンター停留所を廃止。
- 2013年5月 - ジェイアール四国バス運行便が3列シート化。
- 2014年10月1日 - 土佐電気鉄道と高知県交通が経営統合してとさでん交通が発足、2社の運行分は同社へ移管。
- 2016年10月1日 - とさでん交通一宮高知営業所廃止により一宮バスターミナルに改称。

## 車内設備
- 3列シート（但し、両備バス運行便のみ原則4列シート(2013年5月現在)）
- フットレスト
- レッグレスト
- ビデオ ・マルチステレオ
- トイレ
- おしぼり
- 毛布
- 読書灯
- スリッパ